# IUVENTA Michalovce
IUVENTA Michalovce ist ein slowakischer Damenhandballverein aus der ostslowakischen Stadt Michalovce.
Die Frauen spielten seit Saison 1993/94 bis 1996/97 und nach der einjährigen Pause auch in Saisonen 1998/99 – 2001/02 in der 1. slowakischen Liga. Im Jahre 2002 erstand die gemeinsame tschechisch-slowakische Liga, offiziell benannte Women Handball International League (auszüglich WHIL oder Interliga) und Iuventa Michalovce spielt seitdem regelmäßig alljährlich in diesem Wettbewerb. Iuventa war siebenmal Meister der Slowakei (2002/03, 2005/06, 2006/07, 2010/11, 2011/12, 2012/13 und 2013/14). Weiterhin errang Iuventa in den Spielzeiten 2002/03, 2007/08, 2010/11, 2012/13 sowie 2013/14 den slowakischen Pokal.
In europäischen Pokalen spielen die Frauen von Iuventa seit Saison 2003/04. In Jahren 2003/04, 2006/07, 2007/08, 2011/12 und 2012/13 spielten sie in den Qualifikationsrunden der EHF Champions League der Frauen.

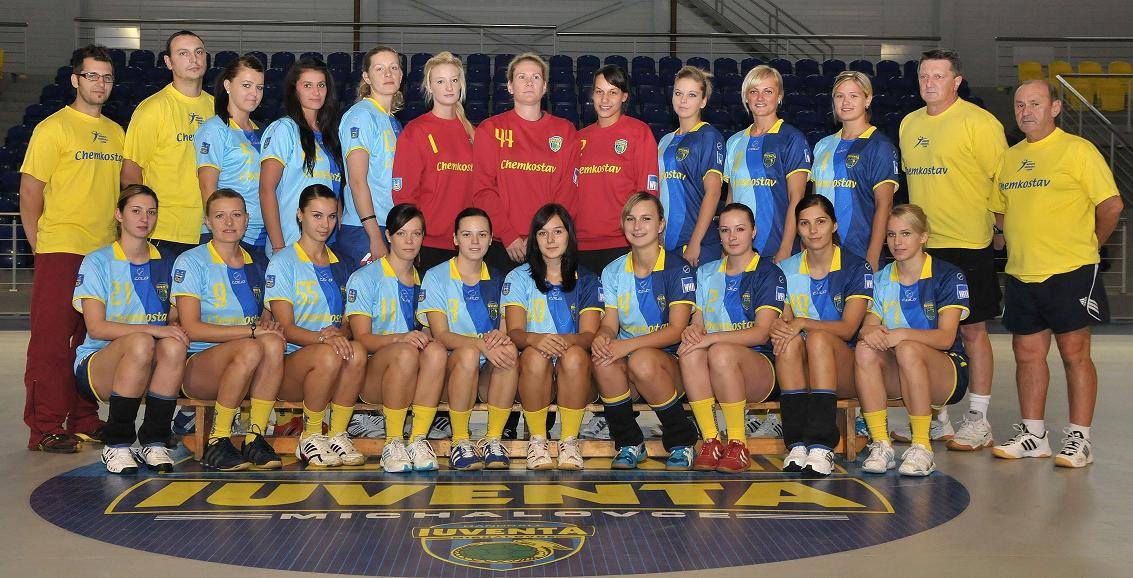
Handball-Frauenmannschaft Iuventa Michalovce (Slowakei) 2010/2011